# Дэй, Артур Льюис
Артур Льюис Дэй (Дей) (англ. Arthur Louis Day; 1869—1960) — американский физик, геофизик и геохимик.

## Биография
Родился 30 октября 1869 года в городе Брукфилд, штат Массачусетс, США.
Изучал физику в Йельском университете, где в 1892 году получил степень бакалавра и в 1894 году защитил докторскую диссертацию. По окончании университета преподавал в нём физику. 
В 1897 году уехал в Германию, где в городе Шарлоттенбурге (ныне район Берлина) работал в физической лаборатории. В числе первых научных достижений Артура Дэя в Германии стала коллективная работа над созданием газового термометра для высокотемпературных исследований.
В 1900 году Дэй получил приглашение руководителя отдела физико-химических исследований Геологической службы США Дж. Беккера организовать новую лабораторию для изучения минералов; учёный вернулся на родину и приступил к работе по изучению физических свойств и изменений фазовых состояний горных пород. В 1906 году был приглашен на должность руководителя новой геофизической лаборатории, которая создавалась в институте Карнеги в Вашингтоне. Здесь под руководством Дэя в 1907 году было закончено строительство здания Геофизической лаборатории, ставшей впоследствии известным научно-исследовательским центром, которой Артур Дэй руководил 30 лет. С 1925 года в этой лаборатории под его руководством велось изучение явления радиоактивности и был создан прибор для отбора проб с океанического дна и проверки состава пород на радиоактивность.
Разразившаяся Первая мировая война заставила Соединённые Штаты, ввозившие оптическое стекло для военных нужд из Германии, создать
собственное производство. Геофизическая лаборатория Артура Дэя участвовала в научных исследованиях, и в короткие сроки в Америке было налажено собственное производство высококачественного оптического стекла. После войны, в 1918–1920 годах, Дэй был вице-президентом компании «Bausch & Lomb» в Рочестере, штат Нью-Йорк, оставаясь до 1936 года консультантом этой компании.
В 1929—1930 годах Артур Дэй и американский вулканолог Юджин Аллен (Allen Eugene Thomas, 1864–1964) проводили буровые работы на территории Йеллоустонского национального парка США; результаты были опубликованы в 1935 году в совместной монографии «Hot springs of the Yellowstone national park». В 1921—1936 годах Дэй возглавлял консультативный совет института Карнеги по сейсмологии и стал одним из создателей в 1926 году первой в США сейсмологической лаборатории в городе Пасадена, штат Калифорния, ставшей частью Калифорнийского технологического института.
29 марта 1932 года по результатам голосования на общем собрании Академии наук СССР Артур Льюис Дэй был утверждён членом-корреспондентом академии по Отделению математических и естественных наук (геофизика).
В 1936 году Артур Дэй вышел на пенсию, оставшись членом ряда научных организаций, продолжал лабораторные и полевые исследования в США и за рубежом.
Умер 2 марта 1960 года от коронарной недостаточности в городе Бетесда, штат Мэриленд, США.

### Семья
В 1900 году Артур Дэй женился на Хелен Кольрауш, дочери физика Фридриха Кольрауша, у них родилось четверо детей: Маргарет, Дороти, Хелен и Ральф. В 1933 году он женился второй раз на Рут Сара Ислинг, совместных детей у них не было.

## Заслуги
- В 1913—1919 годах Дэй был секретарём Национальной академии наук США, в 1924 году был избран её президентом, в 1933—1941 годах — вице-президент Академии. Член Американской академии искусств и наук в Бостоне с 1912 года. Президент Философского общества Вашингтона с 1911 года. С 1909 года являлся членом Геологического общества Америки, в 1934 году был избран его вице-президентом, в 1938 году – президентом. Являлся почётным доктором Колумбийского (1915) и Принстонского (1918) и Пенсильванского (1938) университетов.
- За организацию лабораторных исследований и промышленного производства оптического стекла Трастовый фонд Филадельфии, штат Пенсильвания, в 1923 году наградил Артура Дэя медалью Джона Скотта. В 1947 году удостоен медали Пенроуза. Также награждён в 1940 году медалью Боуи[англ.] Американского геофизического союза.
- В 1914 году получил звание почётного доктора университета Гронингена (Нидерланды). В 1939 году Королевская академия наук Нидерландов удостоила американского учёного медали Бакхёйса Розебома.
- Артур Дэй был избран в состав Королевской академии наук Швеции и Норвежской академии науки и литературы.
- В Италии его научные заслуги были отмечены членством в Академии наук Турина и Академии Линчеи.
- В 1926 году учёный был избран иностранным членом Геологического общества Лондона, в 1941 году награжден медалью Волластона.

## Память
- В 1948 году Артур Дэй учредил фонд своего имени для присуждения награды Геологического общества Америки за физико-химические исследования в геологии — медали Артура Дэя.
- С 1972 года Национальная академия наук США оценивает вклад ученых в изучение физики Земли циклом лекций и премией Артура Льюиса Дэя.